# Flumet
Flumet é uma comuna francesa na região administrativa de Auvérnia-Ródano-Alpes, no departamento da Saboia. Estende-se por uma área de 15.51 km². Em 2010 a comuna tinha 837 habitantes (densidade: 48,8 hab./km²).